# Ocamonte
Ocamonte là một khu tự quản thuộc tỉnh Santander, Colombia. Thủ phủ của khu tự quản Ocamonte đóng tại Ocamonte Khu tự quản Ocamonte có diện tích 84 ki lô mét vuông. Đến thời điểm ngày 28 tháng 5 năm 2005, khu tự quản Ocamonte có dân số 4948 người.